# Бустерная секция
Бустерная секция или бустер — секция локомотива с тяговыми двигателями, на которой отсутствует кабина управления либо имеется небольшой вспомогательный пост только для маневровой работы. Данная секция может эксплуатироваться лишь в сцепе (по СМЕ) с головными, которые оборудованы кабиной.
По конструкции бустерные секции подразделяются на два основных типа — секции с собственным первичным двигателем и генератором или электрическими преобразователями и контакторами, и моторные секции без них, питающиеся от оборудования головных секций. В более широком смысле бустерной секцией также может именоваться секция локомотива с полноценной кабиной управления, но без собственного первичного источника энергии, поскольку она, как и секция без кабины, не может эксплуатироваться самостоятельно без другой секции с первичным источником энергии.
Наибольшее распространение бустерные секции получили на ряде американских железных дорог, на дорогах остальных стран применение бустерных секций относительно редко ввиду того, что их эксплуатация в отдельности невозможна либо чрезвычайно затруднена. На американских железных дорогах бустерную секцию с первичным двигателем довольно часто называют секцией Б (англ. B unit), а без первичного двигателя — тяговой/моторной секцией или, на жаргоне, «слизняком».

## Виды и конструктивные особенности

### Бустерные секции с первичным энергооборудованием
Обычные бустерные секции имеют полный комплект энергетического, тягового и вспомогательного оборудования, который в большинстве случаев аналогичен комплекту оборудования головной секции соответствующей модели, и как правило эксплуатируется совместно с ней, хотя некоторые бустерные секции могут использоваться совместно с головной секцией иной модели. Как и на головных секциях, в качестве первичного оборудования на бустерных секциях тепловозов и газотурбовозов устанавливается двигатель внутреннего сгорания, электрический генератор и вспомогательные системы двигателя (топливная, масляная, охлаждающая) и топливные баки, а на электровозах — преобразователи напряжения и тока (трансформаторы и выпрямители на электровозах переменного тока), выключатели и групповые контакторы; кроме того на бустерных секциях с асинхронными тяговыми двигателями устанавливаются тяговые инверторы. У бустерных секций электровозов могут отсутствовать собственные токоприёмники, и напряжение в этом случае подаётся от токоприёмника головной секции через токоведущую шину на крыше, но в остальном их оборудование ничем не отличается от обычных. Питание силовых электрических цепей бустерной секции происходит от её первичного оборудования, при этом у электровозов с реостатно-контакторной системой управления зачастую двигатели нескольких секций могут включаться по последовательной схеме, питаясь от оборудования нескольких секций, в то время как у тепловозов с электрической передачей дизель-генератор обычно питает только тяговые электродвигатели своей секции. Тяговая передача бустерной секции автономного локомотива может быть любой, хотя как правило используется электрическая.
Конструкция и размеры ходовой части, рамы и кузова бустерных секций обычно аналогичны головной секции сходной модели, за исключением отсутствующей кабины. У бустерных секций с кузовом вагонного типа с передней стороны обычно оборудуется межсекционный переход, при этом в одних случаях может быть установлена торцевая стена, как и на противоположном конце секции, а в других случаях форма кузова может напоминать таковую у головной секции со стороны кабины (особенно в случае, если бустерная секция переделана из головной), но сами окна и оборудование кабины при этом отсутствуют. В некоторых случаях у бустерных секций на месте кабины может иметься маневровый пост управления с небольшими окнами сбоку и спереди, позволяющий ей самостоятельно передвигаться с малой скоростью по станции или депо в ходе манёвров, но не обеспечивающий полноценную возможность движения на полной скорости и вождения поезда на перегоне. Также вместо отсутствующей кабины может быть оборудовано служебное помещение, просторный туалет или купе отдыха сменной локомотивной бригады (например, на электровозах ЭС5К). У некоторых локомотивов бустерные секции могут иметь отличную от головных длину, массу и конструкцию экипажной части: например, у шведских трёхсекционных электровозов Dm3 средняя бустерная секция короче головных на длину кабины и имеет меньший вес, а ходовая часть имеет только четыре тяговые колёсные пары с групповым приводом, в то время как у головных секций помимо них имеется бегунковая колёсная пара под кабиной машиниста.
- Бустерная секция тепловоза F9B дороги KCS с кузовом вагонного типа
- Бустерная секция электровоза 4ЭС5К железных дорог России без токоприёмников (напряжение подаётся от головных секций через крышевую шину)
- Бустерная секция маневрового тепловоза класса 13 с демонтированной кабиной, переделанная из тепловоза класса 8 (Великобритания)

У некоторых гибридных локомотивов на бустерной секции устанавливается принципиально отличный от головной секции комплект первичного силового оборудования с другим источником энергии. При этом на локомотивах с электрической передачей один или оба первичных источника энергии способны снабжать тяговые электродвигатели обеих секций, однако при этом одновременно используется только один из них, в результате чего при питании от автономного источника энергии тяговые электродвигатели других секций увеличивают лишь сцепной вес при сохранении мощности, как и у локомотивов с моторными бустерными секциями упрощённого типа. Например, грузовые газотурбовозы Union Pacific третьего поколения состояли из трёх секций: головной с дизелем для маневровых передвижений, газотурбинной бустерной и немоторной тендерной секции с топливом для газотурбинного двигателя. При этом газотурбинная бустерная секция в поездном режиме обеспечивала питание тяговых двигателей и головной дизельной секции, будучи существенно мощнее её дизеля, который при работе газотурбинного двигателя не использовался. Подобный принцип используется и у некоторых электротепловозов, например карьерных тяговых агрегатов ОПЭ1А, ОПЭ1Б и ПЭ3Т производства Днепровского электровозостроительного завода, которые в базовом варианте состоят из головной электровозной секции, бустерной дизель-генераторной секции и моторного думпкара, но также возможна эксплуатация с двумя дизель-генераторными бустерными секциями. В режиме электровоза такая бустерная секция, как и моторный думпкар, кратно увеличивает мощность головной секции, аналогично бустерной секции упрощённого типа, а при движении на неэлектрифицированных участках питание двигателей всех секций осуществляется от её дизель-генератора, как у маневрового тепловоза с моторной бустерной секцией без своего дизеля, при этом тяговые электродвигатели остальных секций позволяют увеличить только силу тяги ценой снижения скорости.

### Моторные бустерные секции без первичного энергооборудования
У локомотивов с электрической передачей также существуют моторные бустерные секции упрощённого исполнения. Они имеют раму и экипажную часть с тяговыми электродвигателями и тормозным оборудованием, но в отличие от полноценных бустерных секций, в кузове устанавливается лишь часть вспомогательного и вторичного силового оборудования, такого как вентиляторы тяговых электродвигателей и тормозные резисторы, в то время как первичный двигатель и генератор или электрические преобразователи и контакторы на ней отсутствуют. В американской железнодорожной терминологии подобные секции не считаются бустерными секциями Б (B-unit), вместо этого их обычно называют тяговыми или моторными секциями, дронами или бустерными секциями тягового усилия (MATE — motors for added tractive effort, или TEBU — tractive effort booster units), а также неформально — «слизняками» (slugs), поскольку они обычно занижены относительно обычного локомотива и имеют длинную вытянутую форму, а передвигаются на малой скорости, тем самым напоминая слизней.
Кузов таких секций, особенно маневровых, часто имеет уменьшенную высоту для улучшения обзора из кабины головной секции. Для увеличения сцепного веса моторной секции до веса головной секции с первичным оборудованием секция догружается балластом, чаще всего в виде бетона, заливаемого поверх рамы или в пространство топливного бака. В некоторых случаях такая секция также может одновременно использоваться как тендер с топливом, для чего на ней и головной секции устанавливаются специальные топливопроводы. У моторных секций для обычных тепловозов с этой целью как правило используется штатный топливный бак, расположенный между тележками и не заполняемый балластом, в то время как у газомоторных локомотивов, использующих в качестве топлива сжатый или сжиженный природный газ, ёмкости с последним могут занимать значительный объём внутри кузова.
Моторная бустерная секция упрощённого типа всегда питается от первичного источника энергии основной секции или, реже, — двух секций, сцепленных с ней по разным концам. При эксплуатации совместно с электровозом она позволяет увеличить как силу тяги, так и общую мощность локомотива, однако при этом кратно возрастает сила тока на первичном преобразующем и токоведущем оборудовании электровоза. При использовании же совместно с автономным локомотивом (тепловозом или газотурбовозом) такая секция увеличивает только его сцепной вес, в то время как мощность системы из головной и бустерной секций остаётся неизменной. Таким образом, увеличивается максимальная сила тяги ценой кратного снижения скорости движения при той же мощности. Это позволяет более полно и эффективно использовать мощность первичного двигателя при трогании и движении с низкой скоростью, что особенно важно при маневровой работе. На одиночном автономном локомотиве полная мощность первичного двигателя не может быть приложена к тяговым электродвигателям на низких скоростях, поскольку в противном случае может произойти боксование колёсных пар из-за недостаточного сцепного веса, так и перегрев обмоток тяговых двигателей ввиду отсутствия значительной противоЭДС на малой скорости. Моторная секция же увеличивает количество тяговых двигателей, на которые подаётся электропитание, благодаря чему снижается нагрузка на каждый из них, что наряду с увеличением тяговых свойств локомотива помогает предотвратить перегрев из-за избыточного тока. Как правило, моторная секция с тепловозом используется только на малых скоростях, а при достижении скорости расчётного режима происходит отключение её тяговых двигателей, и дальше тяга обеспечивается только двигателями основного локомотива. Если моторная бустерная секция оснащена собственными тормозными резисторами, она также позволяет увеличить мощность электрического реостатного торможения.

#### Кабинные моторные бустерные секции
Некоторые магистральные тепловозы с достаточно мощным дизелем дополняются тяговыми моторными секциями без дизель-генератора для увеличения силы тяги на малых скоростях, оснащёнными полноценной кабиной управления. Во многих случаях кузов у таких секций не занижается, ввиду чего внешне они напоминают полноценные тепловозы, однако по бокам и на крыше у них отсутствуют воздухозаборники, радиаторы и вентиляторы системы охлаждения, выхлопные трубы и некоторые дверцы технологических отсеков, а внутри вместо дизель-генератора и сопутствующих систем устанавливается балласт. В отличие от обычной моторной секции, головная секция с кабиной позволяет полноценно управлять сцепленным и соединённым с ней тепловозом при нахождении во главе поезда без ограничения обзора машинисту. Хотя в непосредственном смысле бустерными именуются только секции без кабины управления, в широком смысле к ним могут быть отнесены и головные секции без первичной силовой установки, поскольку они также не могут эксплуатироваться самостоятельно и служат для усиления другой головной секции с первичным двигателем, ввиду чего некоторые операторы именуют их как бустерные кабинные секции тягового усилия (TEBCU — Tractive Effort Booster Cab Units).
Моторные головные бустерные секции часто переоборудуются из полноценных тепловозов для снижения эксплуатационных затрат по сравнению с полноценными локомотивами, когда повышенная тяга не требуется на протяжении значительной части маршрута. Они получили распространение у ряда операторов железных дорог США и некоторых других стран, например Чили. Наибольший парк кабинных бустерных секций эксплуатирует оператор CSX, для которого в общей сложности было переделано 188 тепловозов GP30, GP35, GP38, GP39 и GP40 с сохранением высоты кузова, в меньших количествах подобные секции имеются и у других операторов, при этом часть из них имеют заниженный кузов. Схожая концепция применяется у российских магистральных газотурбовозов ГТ1h в двух разных исполнениях, у которых обе секции являются головными и имеют тяговые электродвигатели, но при этом первичный газотурбинный двигатель установлен только на одной из них, а другая содержит криогенный топливный резервуар со сжиженным газом и считается головным тяговым бустером. Существенным отличием этих газотурбовозов от тепловозов является то, что мощность газотурбинной силовой установки намного превосходит номинальную мощность тяговых двигателей одной секции, поэтому тяговые электродвигатели обеих секций используется во всём диапазоне скоростей без отключения головного бустера. При этом, строго говоря, у первого газотурбовоза бустерная секция не является таковой, поскольку имела вспомогательный дизель-генератор, впоследствии заменённый на аккумуляторы, и может передвигаться самостоятельно в маневровом режиме, однако у второго локомотива тяговые аккумуляторы размещены на тягово-энергетической секции, а секция с криогенным резервуаром не имеет первичного источника энергии, что позволяет её назвать кабинным бустером.
- Головная бездизельная бустерная секция GP40-2 с полноразмерным кузовом с тепловозом GP40-2 в США. Характерные отличия от обычного тепловоза — заваренные дверцы, отсутствие части воздухозаборников по бокам и вентиляторов на крыше
- Головная бездизельная бустерная секция с заниженным кузовом с тепловозом GP49 в Чили
- Головная неэнергетическая бустерная секция газотурбовоза ГТ1h-002 с криогенным топливным отсеком

## Варианты составности
Обычно бустерные секции с энергооборудованием работают совместно с головными секциями аналогичной модели, особенно если они вместе классифицируются как один локомотив. Однако известны случаи совместной эксплуатации бустерных секций с головными секциями других совместимых моделей, в том числе с разной осевой формулой и типом дизеля, особенно на железных дорогах США. Например, восьмиосные двухдизельные бустерные секции DD35 производства EMD могли эксплуатироваться как с аналогичными тепловозами с кабиной DD35A, так и с шестиосными тепловозами SD45 или четырёхосными GP35 того же производителя.
Как правило, бустерные секции на магистральных локомотивах вцепляются между двумя головными, развёрнутыми кабинами в разные стороны, в количестве от одной до четырёх, либо при отсутствии второй головной секции, что было широко распространено в США, сцепляются позади ведущей головной секции. Поэтому их часто называют средними или промежуточными секциями, что в общем случае не всегда верно, так как средние секции многосекционных локомотивов могут быть оборудованы и полноценными кабинами и иметь возможность эксплуатироваться в отдельности, отличаясь от обычных головных лишь наличием прохода со стороны кабины (например, у тепловозов 3ТЭ3). Кроме того, средние секции могут быть не только бустерными, но и тендерными с газогенератором или топливной ёмкостью (в основном у газомоторных локомотивов), не имея при этом тяговых двигателей, что не позволяет назвать их бустером. С другой стороны, бустерная секция магистрального локомотива не обязательно является средней и в ряде случаев может следовать впереди состава, особенно у локомотивов с кузовом капотного типа, хотя в целом это применяется довольно редко, в отличие от маневровых локомотивов.
У маневровых тепловозов, как правило, используется одна бустерная секция на один тепловоз, при этом её обычно сцепляют со стороны малого капота ближе к кабине, чтобы не намного ухудшать обзор со стороны большого капота, однако на американских железных дорогах у тепловозов, оборудованных канадской комфортной кабиной с передними окнами, нередко её, напротив, сцепляют со стороны большого капота. В большинстве случаев используется моторная секция без собственного дизель-генератора, питающаяся от главной. В редких случаях совместно с маневровым тепловозом могут эксплуатироваться две бустерные секции (как с дизель-генератором, так и без него) либо одна моторная секция вцепляется между двумя тепловозами со стороны, противоположной их кабинам. В последнем случае тепловозы управляются по системе многих единиц и каждый из них питает половину тяговых двигателей моторной секции. При этом, в отличие от бустерных секций с силовой установкой, здесь чаще встречается использование локомотивов с моторными бустерами разных моделей, поскольку нередко их переделывают из магистральных тепловозов и затем эксплуатируют с маневровыми. 
- Пятисекционный грузовой тепловоз EMD F7 в США с двумя головными и тремя бустерными четырёхосными секциями
- Четырёхосная бустерная секция GP38-2B с шестиосным тепловозом SD40-2
- Два тепловоза SW900 железных дорог Канады с бездизельной моторной бустерной секцией между ними

## Применение
Основной задачей бустерной секции является кратное увеличение мощности и сцепного веса головной секции. Отсутствие кабины управления позволяет снизить стоимость секции при том, что её мощность остаётся на прежнем уровне. Кроме того, при наличии сквозного прохода с межсекционными переходами, использование бустерных секций позволяет проходить через весь локомотив во время движения, что обеспечивает удобство работы локомотивной бригады по сравнению со сцепом из трёх и более головных секций, где отсутствует возможность перехода в другую секцию со стороны её кабины, а в случае, если в составе отсутствует вторая головная секция, появляется возможность сквозного прохода из неё в вагоны пассажирского поезда. Поэтому бустерные секции получили распространение на дорогах, где активно применяются многосекционные локомотивы, главным образом магистральные. Это прежде всего железные дороги США. Также тепловозные и электровозные бустерные секции получили некоторое распространение на советских/российских железных дорогах, особенно на Транссибирской и Байкало-Амурской магистралях. В меньшей степени бустерные секции получили распространение в Австралии и ряде других стран. В Китае, где бустерные секции в целом распространены слабо, эксплуатируются самые мощные в мире электровозы HXD1.7 «Шеньхуа 24», состоящие из шести секций (двух головных и четырёх бустерных) с общей мощностью 28,8 МВт (по 4,8 МВт на секцию).
У маневровых тепловозов с электрической передачей, работающих на крупных сортировочных станциях, как правило, применяются неэнергетические бустерные секции без собственного дизеля, которые питаются от дизель-генератора основного тепловоза. Такие секции позволяют увеличить только силу тяги и тормозное усилие ценой кратного снижения скорости длительного режима при сохранении исходной мощности. Это позволяет маневровому тепловозу трогаться и совершать манёвры с более тяжёлыми составами на сортировочных станциях. По сравнению с полноценной бустерной секцией с первичным двигателем, стоимость эксплуатации такого бустера снижается в ещё большей степени ввиду отсутствия дизель-генератора и отсутствия необходимости его обслуживания и ремонта, в то время как скорость при манёврах не играет столь существенной роли, как у магистральных локомотивов. Бустерные тепловозные секции данного типа могут быть построены изначально, но чаще они перестраиваются из существующих устаревших и изношенных тепловозов, проведение капитального ремонта которых нецелесообразно, например, при замене более современными и мощными тепловозами. Это позволяет не списывать локомотив целиком и продлить срок службы его экипажной части, особенно в случае сильного износа дизеля при малом износе тяговых электродвигателей. Полноценные бустерные секции же на маневровых тепловозах почти не применяются — в США такие локомотивы выпускались в основном в 1930-е — 1950-е годы, но впоследствии уступили место маневровым тепловозам с более мощными дизельными двигателями, которые при необходимости увеличения тяги дополнялись моторными секциями, более дешёвыми в производстве.
В некоторых случаях неэнергетические моторные бустерные секции могут применяться и с магистральными тепловозами, оснащёнными дизельным двигателем достаточно высокой мощности, для вождения тяжёлых составов, хотя и значительно реже, чем полноценные бустерные секции с собственным дизелем. В отличие от маневровых тепловозов, отключение их двигателей и переход на тягу двигателями только главного тепловоза происходит на более высокой скорости (порядка 50 км/ч у магистральных против 10—20 км/ч у маневровых локомотивов). Среди них нередко встречаются секции с полноценными кабинами.
У карьерных тяговых агрегатов роль бустеров выполняют грузовые моторные вагоны, которые помимо увеличения мощности и силы тяги используются для перевозки полезной нагрузки. Однако вместо них иногда могут использоваться и моторные бустерные секции с балластом без силового оборудования (например у некоторых тяговых агрегатов ОПЭ1) либо дизель-генераторные секции, которые также позволяют локомотивам двигаться на неэлектрифицированных участках (в основном в местах погрузки руды, где отсутствует контактная сеть), хотя и с меньшей мощностью и скоростью, чем при питании от контактной сети.

## Бустерные секции по странам
Ввиду многочисленности, списки локомотивов разделены по заводам. В списках не учтены моторные головные неэнергетические секции.

### США и Канада
В США и Канаде бустерные секции для магистральных тепловозов обычно получали отдельное обозначение от обозначения головных секций и имели свои отдельные номера как самостоятельные тяговые единицы. У первых бустерных секций обычно использовался соседний номер модели (например ALCO DL-202 и DL-203 для головных и бустерных секций соответственно), в дальнейшем обычно название модели обозначалось буквой B на конце или в середине. Исключение составила секция DD35, которая былa создана раньше аналогичной секции с кабиной, получившей название DD35A. В то же время, для маневровых тепловозов с полноценными бустерными секциями использовалось единое обозначение и общий номер.
- Магистральные тепловозы c бустерными секциями заводской постройки:
  - ALCO/MLW — DL-203 «Black Maria», DL-108, DL-110, FB-1, FB-2, FPB-2, FPB-4, PB-1, PB-2, C855B, M420B
  - Baldwin — AS-616B, DRS-6-6-1500B, DR-4-4-15B, RF-16B
  - EMD E — EB, E1B, E2B, E3B, E4B, E5B, E6B, E7B, E8B, E9B
  - EMD F — FTB, F2B, F3B, F7B, F9B
  - EMD Hood units — DD35, GP7B, GP9B, GP30B, GP60B, SD24B
  - Fairbanks-Morse — B Erie, CFB-16-4, CFB-20-4, CPB-16-4, CPB-16-5
  - GE Transportation — Бустер UM20B, B30-7A
- Магистральные бустерные секции, переделанные из обычных серийных тепловозов:
  - EMD (вагонный кузов) — F9AM B (модификация MKT)[6]
  - EMD (капотный кузов) — GP38-2B (модификация BN), SD40B (модификация BN), SD40-2B (модификация BN), SD45B (модификация ATSF), SD45-2B (модификация ATSF)
  - GE Transportation — U30CB (модификация BN), B36-7 (B) (модификация SSW)
- Маневровые тепловозы с полноценными бустерами заводской постройки:
  - EMD — TR, TR1, TR2, TR3, TR4, TR5, TR6 , TR9 , TR12
  - ALCO — SSB-9
  - Baldwin — S-8

- Тепловоз EMD E7 с двумя бустерными секциями
- Маневровый двухсекционный тепловоз EMD TR4 с полноценным дизельным бустером
- Бустерная секция, переделанная из головной EMD F9AM. Сохранён корпус кабины, но окна закрашены и вырезана торцевая дверь

- Кроме вышеперечисленных полноценных бустерных секций с дизель-генераторами, было переделано или в меньшем количестве построено множество моторных бездизельных секций[3].
- Газотурбовозы:
  - ALCO/GE Transportation — газотурбовозы Union Pacific третьего поколения с дизельной головной и газотурбинной бустерной секцией
  - газотурбинная бустерная секция, переделанная из электровоза W-1 для совместной эксплуатации с тепловозом ALCO PA-1

### СССР, Россия и другие постсоветские страны
В СССР и России полноценные бустерные секции магистральных тепловозов и позднее электровозов не имели собственного обозначения как отдельные единицы, вместо этого перед основным обозначением указывалась префиксная цифра с общим количеством секций: 2 использовалась для локомотивов только с головными секциями, 3 — с одной и 4 — с двумя секциями. Единственным исключением позднее стали электровозы 2ЭС10 и 2ЭС6, бустерные секции которых получили отдельную нумерацию и обозначение С на конце, хотя в документах встречаются обозначения 3ЭС10 и 3ЭС6, не применяемые на практике. В то же время у промышленных тяговых агрегатов в обозначениях цифра изначально указывала количество думпкаров или моторных бустеров, а буква А — на наличие дизель-генератора, но впоследствии цифры и буквы утратили первоначальный смысл. Для маневрового газотурбовоза ТГЭМ10 моторная бустерная секция получила единое с локомотивом обозначение.
- Магистральные тепловозы
  - Луганский тепловозостроительный завод — 3ТЭ3[к 1], 3ТЭ10 (В, М, У, UzTE16M3) и 4ТЭ10С, 3М62, 4ТЭ130, 3ТЭ116У
  - Брянский машиностроительный завод — 3ТЭ25К2М, 3ТЭ25К3М, 3ТЭ28

- Тепловоз 3М62У
- Тепловоз 3ТЭ116У
- Тепловоз 3ТЭ25К2М

- Электровозы
  - Новочеркасский электровозостроительный завод — 3ЭС5К / 4ЭС5К «Ермак»[к 2], 3ЭС4К «Дончак», 3ЭС5С «Атаман»,
  - Уральские локомотивы — 3ЭС6 «Синара», 3ЭС8 «Малахит», секции 2ЭС10С в составе 2ЭС10 «Гранит»[к 3]
  - В бустерные секции переоборудованы некоторые секции электровозов ВЛ80С
- Промышленные электротепловозы и тяговые агрегаты:
  - Днепровский электровозостроительный завод — ОПЭ1А, ОПЭ1Б, ПЭ3Т (дизельная моторная секция вместо одного или обоих думпкаров)

- Электровоз 3ЭС4К с токоприёмниками на всех трёх секциях, включая бустерную
- Электровозы 3ЭС10 (2ЭС10+2ЭС10С) и 4ЭС5К с токоприёмниками только на головных секциях
- Тяговый агрегат ОПЭ1А с головным электровозом, дизель-генераторной бустерной секцией и моторным думпкаром

- Моторные бустерные секции
  - для электровозов
    - Новочеркасский электровозостроительный завод — ОПЭ1 (заводской постройки, используется вместо думпкара)
    - Днепровский электровозостроительный завод — ВЛ26, модернизирована в депо из обычного электровоза

  - для тепловозов
    - ЧКД — ЧМЭ3Б и ЧМЭ3МБ, модернизируются из серийных тепловозов ЧМЭ3 для эксплуатации с ними и их модернизированной версией ЧМЭ3М соответственно
    - также для совместной эксплуатации с ЧМЭ3 или ТЭМ2 в моторные бустерные секции модернизировались в депо тепловозы ТЭМ2, ТЭ3, 2ТЭ10Л, М62)

  - для газотурбовозов
    - Людиновский тепловозостроительный завод — газотурбовоз ТГЭМ10 с моторной бустерной тендерной секцией без силовой установки

- Моторная бездизельная бустерная секция, переделанная из тепловоза ЧМЭ3
- Моторная бездизельная бустерная секция, переделанная из тепловоза ТЭ3
- Моторная бездизельная бустерная секция, переделанная из тепловоза 2ТЭ10Л, совместно с тепловозом ЧМЭ3

### Австралия
- Тепловозы
  - GE Transportation —  CM40-8ML, модернизировано 3 секции из тепловозов C40-8 в 1994 году[25]
  - Pacific National — XRB, построено 3 секции как безкабинный вариант тепловоза XR в 2005—2006 годах[26]
- Моторные бустерные секции для тепловозов
  - Класс 600, модернизировано 4 тепловоза из 7 как бездизельные бустерные моторные секции BU1—BU4 для совместной эксплуатации с двумя тепловозами[12]

### Франция
- Моторные бустерные секции для маневровых тепловозов:
- секции TC 61100 заводской постройки для эксплуатации с тепловозами C 61100
- секции TBB 64800, переделаны из тепловозов BB 63000 для эксплуатации с тепловозами BB 64700

- Тепловоз C61100 с моторной бустерной секцией TC 61100
- Тепловоз BB 64700 с моторной бустерной секцией TBB 64800

### Великобритания
- Маневровый тепловоз Класс 13 с дизельной бустерной секцией, переданы из тепловозов Класса 8[27]

### Италия
- FS E.322 — секции для эксплуатации с маневровыми электровозами FS E.321)

### Швеция
- Электровозы Dm3[8] (трёхсекционные, изначально были двухсекционными Dm и доукомплектованы бустерной секцией)

### Китай
- Электровозы HXD1.7 «Shenhua» (трёхсекционные с одной бустерной секцией) и «Shenhua 24» (шестисекционные с четырьмя бустерными секциями)[21]
- Тепловоз FXN3-J (двухсекционный, с головной и бустерной секцией) в составе дизель-электропоезда локомотивной тяги CR200JS-G[28][29]

- Тепловоз класса 13 с дизельной бустерной секцией (Великобритания)
- Электровоз E.321.111 с бустерной секцией E.322.111 (Италия)
- Электровоз Dm3 с укороченной бустерной секцией (Швеция)

### Комментарии
1. ↑  Фактически является не бустерной, а обычной секцией с полнофункциональной кабиной с межсекционным проходом
2. ↑  3ЭС5К поначалу обозначался 2ЭС5КБ
3. ↑  Бустерные секции 2ЭС10С обозначаются отдельно и имеют собственную нумерацию, отличную от 2ЭС10 соответственно; название 3ЭС10 де-факто не применяется. Изначально аналогичная ситуация некоторое время была и с электровозами 3ЭС6